# Ehrenmale der Bundeswehr

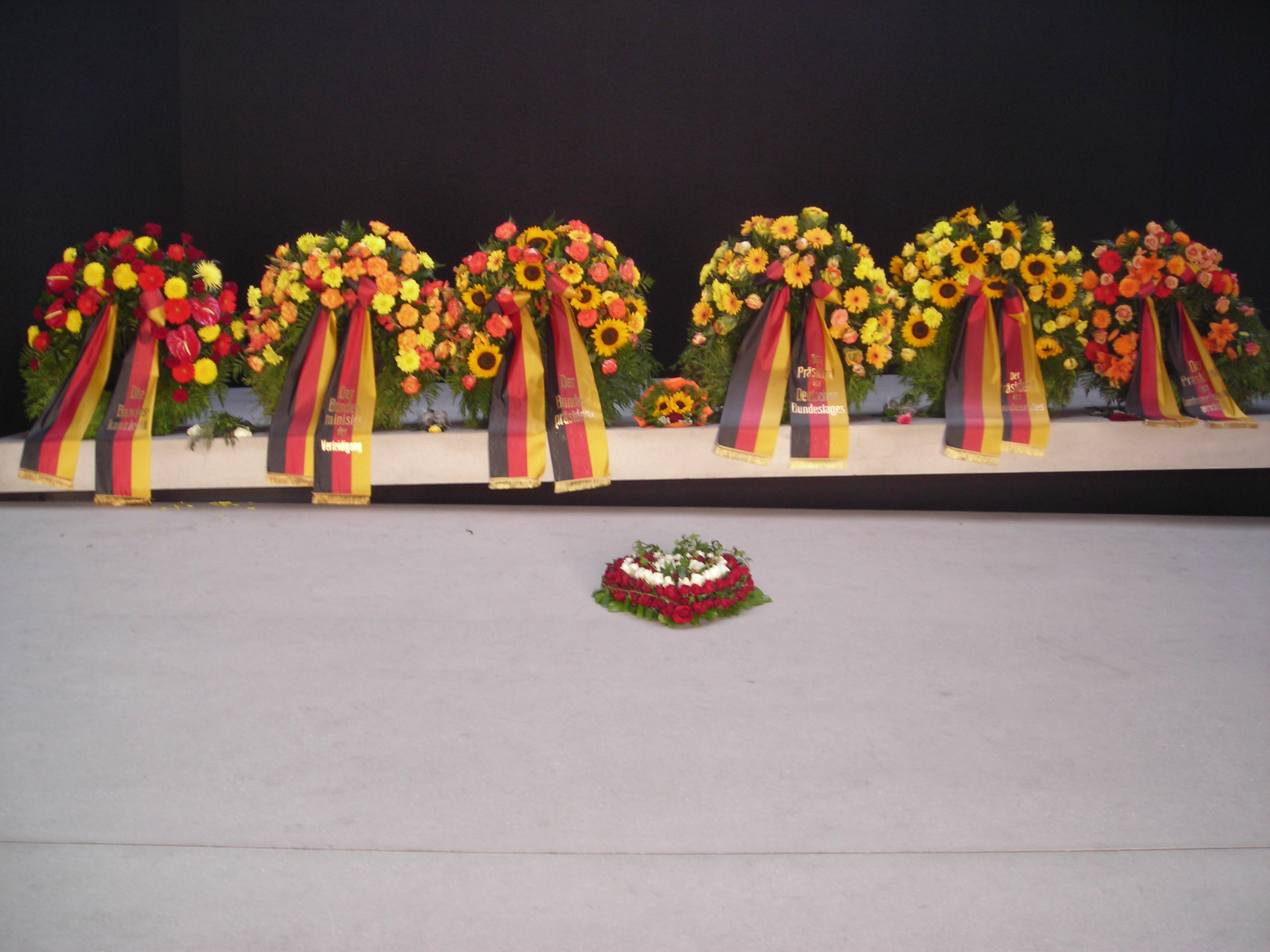
Kränze im Ehrenmal der Bundeswehr

Die Ehrenmale der Bundeswehr sollen an die in der Ausübung ihres Dienstes ums Leben gekommenen Angehörigen der Bundeswehr erinnern. Sie sind in der Regel keine Kriegerdenkmäler im eigentlichen Sinne, da sie meist anonym an alle Getöteten einer Teilstreitkraft, eines Einsatzortes oder einer Einheit erinnern sollen.

## Ehrenmal der Bundeswehr

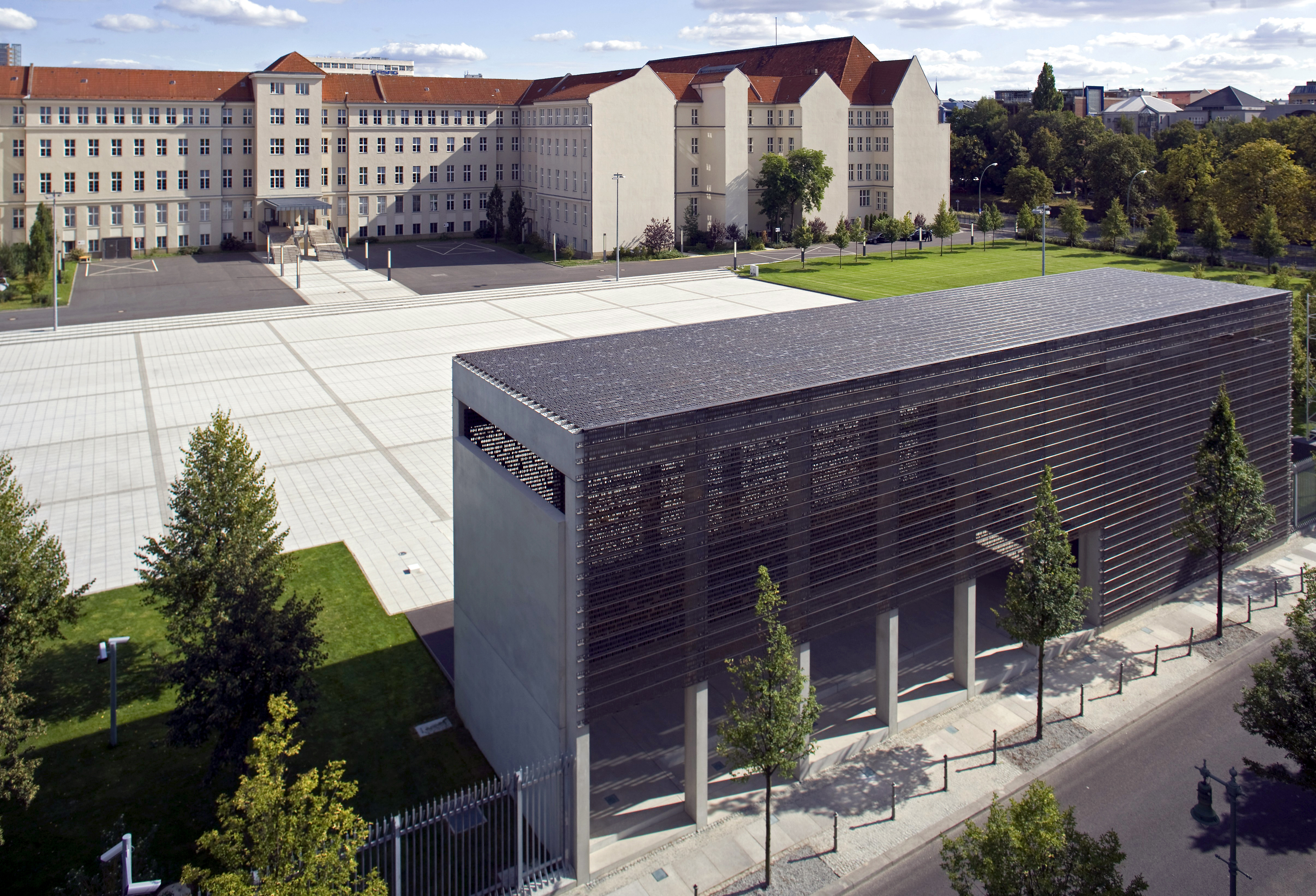
Das Ehrenmal der Bundeswehr mit dem Bundesministerium der Verteidigung im Hintergrund

### Geschichte
Am 13. Juni 2007 hatte Bundesverteidigungsminister Franz Josef Jung die Pläne für das Ehrenmal der Bundeswehr in Berlin vorgestellt. Er sagte bei der Präsentation des Entwurfes, dass er „bei seinem ersten Besuch in Afghanistan mit Blick auf die dortige Gedenkstätte auf die Idee gekommen“ sei. Eine Findungskommission hatte sich für den Entwurf des Architekten Andreas Meck entschieden. Er ermögliche den öffentlichen Zugang für Besucher, entspreche aber auch dem Bedürfnis nach individueller Trauer. „Der Entwurf hat mich persönlich angesprochen und berührt“, betonte der Generalinspekteur der Bundeswehr, General Wolfgang Schneiderhan. Weiter hieß es hierzu: „In Deutschland gedenken Heer, Luftwaffe und Marine ihrer toten Soldaten an den Ehrenmalen der jeweiligen Teilstreitkraft in Koblenz, Fürstenfeldbruck und Laboe. Was indes bis heute fehlt, ist ein zentraler Ort, an dem in würdiger Form aller Toten der Bundeswehr gedacht werden kann.“ Vor diesem Hintergrund hatte Jung entschieden, am Berliner Dienstsitz des Bundesministeriums der Verteidigung auf dem Gelände des Bendlerblocks ein Ehrenmal zu errichten. Am 27. November 2008 wurde dort, am östlichen Rand der Hildebrandstraße, schließlich der Grundstein für die Gedenkstätte gelegt. Am 8. September 2009 wurde das Ehrenmal durch den damaligen Bundespräsidenten Horst Köhler eingeweiht.
Am 8. Mai 2014 wurde das Mahnmal um das Buch des Gedenkens ergänzt und am 11. Juni 2018 der Raum der Information eröffnet.

### Gestaltung

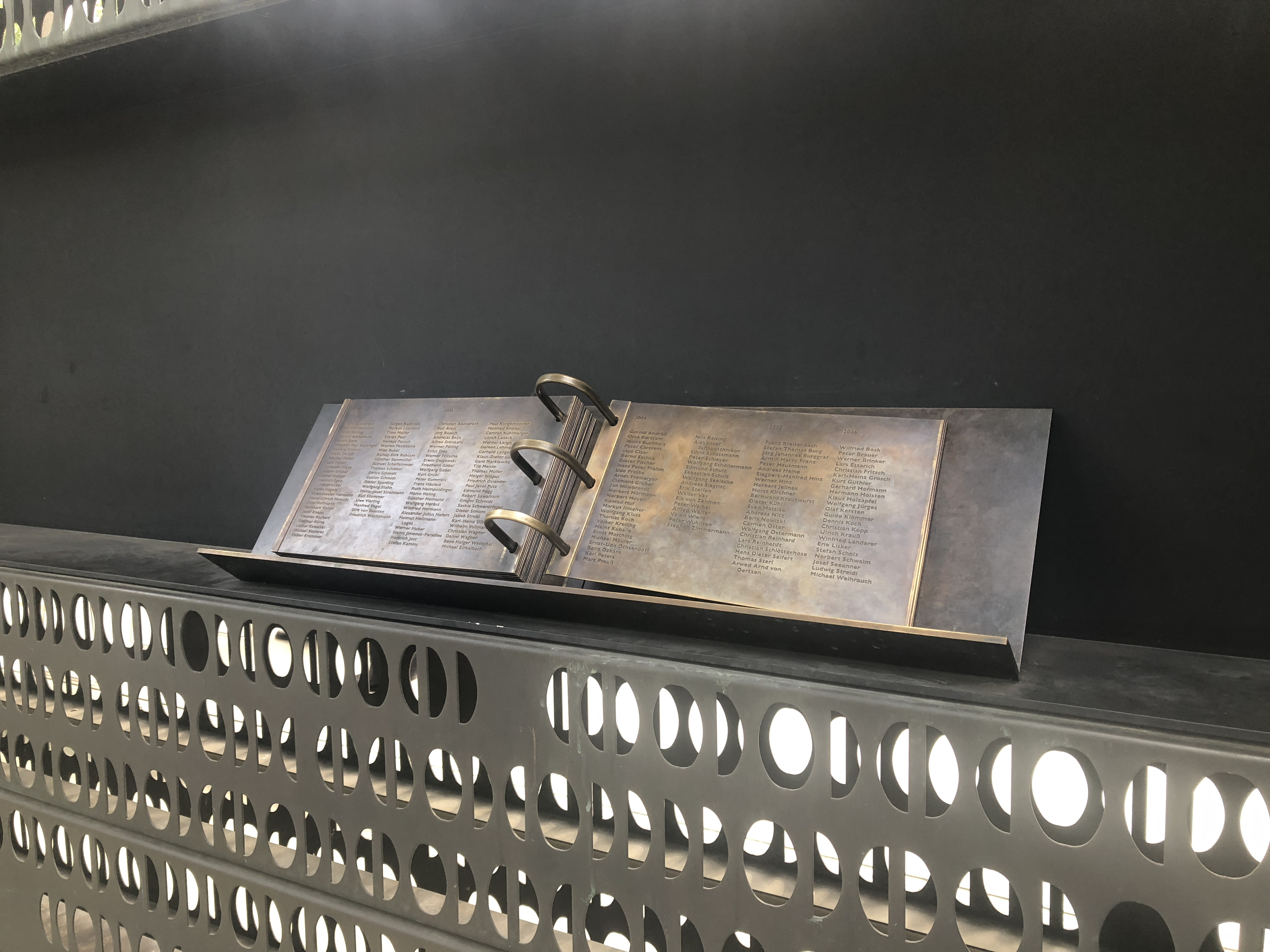
Buch des Gedenkens

Es ist ein Stahlbetonquader von 32 Metern Länge, acht Metern Breite und zehn Metern Höhe. Er ist mit einer durchbrochenen Bronzehülle verhängt, deren Struktur an die im Todesfall halbierten Erkennungsmarken der Soldaten erinnert. In dem Raum der Stille (Cella) werden für jeweils etwa fünf Sekunden Namen von über 3.200 im Dienst ums Leben gekommener Soldaten an die Wand projiziert. Damit ähnelt es einer Videoinstallation und unterscheidet sich von traditionellen Kriegerdenkmälern und Gedenktafeln, bei denen die Namen dauerhaft auf Stein, Metall oder Holz festgehalten sind. Dadurch soll Heldenverehrung vermieden und stattdessen die Vergänglichkeit des Lebens und Individualität des Todes betont werden.
Das 2014 eingeweihte Buch des Gedenkens besteht aus 20 Bronzeplatten, auf denen die Namen aller Toten der Bundeswehr verzeichnet sind. Die Namen der Verstorbenen sind nach dem Jahr ihres Todes geordnet und können so gezielt aufgeschlagen werden.
Der 2018 eröffnete Raum der Information werden einzelne Todesfälle und Todesumstände im Kontext der Geschichte der Bundeswehr und ihrer Aufgaben dargestellt. Obwohl er räumlich Abstand zum Ehrenmal wahrt, ist der Raum als städtebauliche und architektonische Ergänzung zum Ehrenmal der Bundeswehr konzipiert worden.

### Kritik
Kritiker bezeichnen das Denkmal als konzeptionell unausgegoren. Die Namen der Getöteten würden zu kurz angezeigt und seien bei ungünstiger Sonneneinstrahlung nicht zu erkennen. Damit erfülle das Bauwerk nicht seinen Zweck als Stätte privater Trauer. Durch das Fehlen biografischer Angaben würden die Namen der Toten aus dem Kontext gerissen und marginalisiert. Außerdem sei bei der Zusammenstellung der Namensliste nicht sorgfältig genug gearbeitet worden; so mancher in Frage kommende Name fehle. Andere kritisieren, das Ehrenmal habe „mit der persönlichen Trauer der Hinterbliebenen kaum zu tun“, sondern „tote Bundeswehrsoldaten werden hier vom Staat geehrt, weil sie staatlichen Zielen dienten.“ Auf die Kritik wurde mit dem Buch des Gedenkens und dem Raum der Information eingegangen.
Die FDP setzte sich vergeblich für einen Standort in unmittelbarer Reichstagsnähe ein, um der Bedeutung der Bundeswehr als Parlamentsarmee Rechnung zu tragen.

## Ehrenmale der Teilstreitkräfte
Die drei Teilstreitkräfte besitzen eigene Ehrenmale:
- Das Ehrenmal des Deutschen Heeres auf der Festung Ehrenbreitstein in Koblenz
- das Marine-Ehrenmal Laboe in Laboe und das U-Boot-Ehrenmal Möltenort
- das Ehrenmal der Luftwaffe vor dem Fliegerhorst Fürstenfeldbruck.

Während das Ehrenmal der Marine bereits zwischen 1926 und 1936 entstand, wurden das Ehrenmal der Luftwaffe 1962 und die Erinnerungsstätte des Heeres 1972 errichtet.

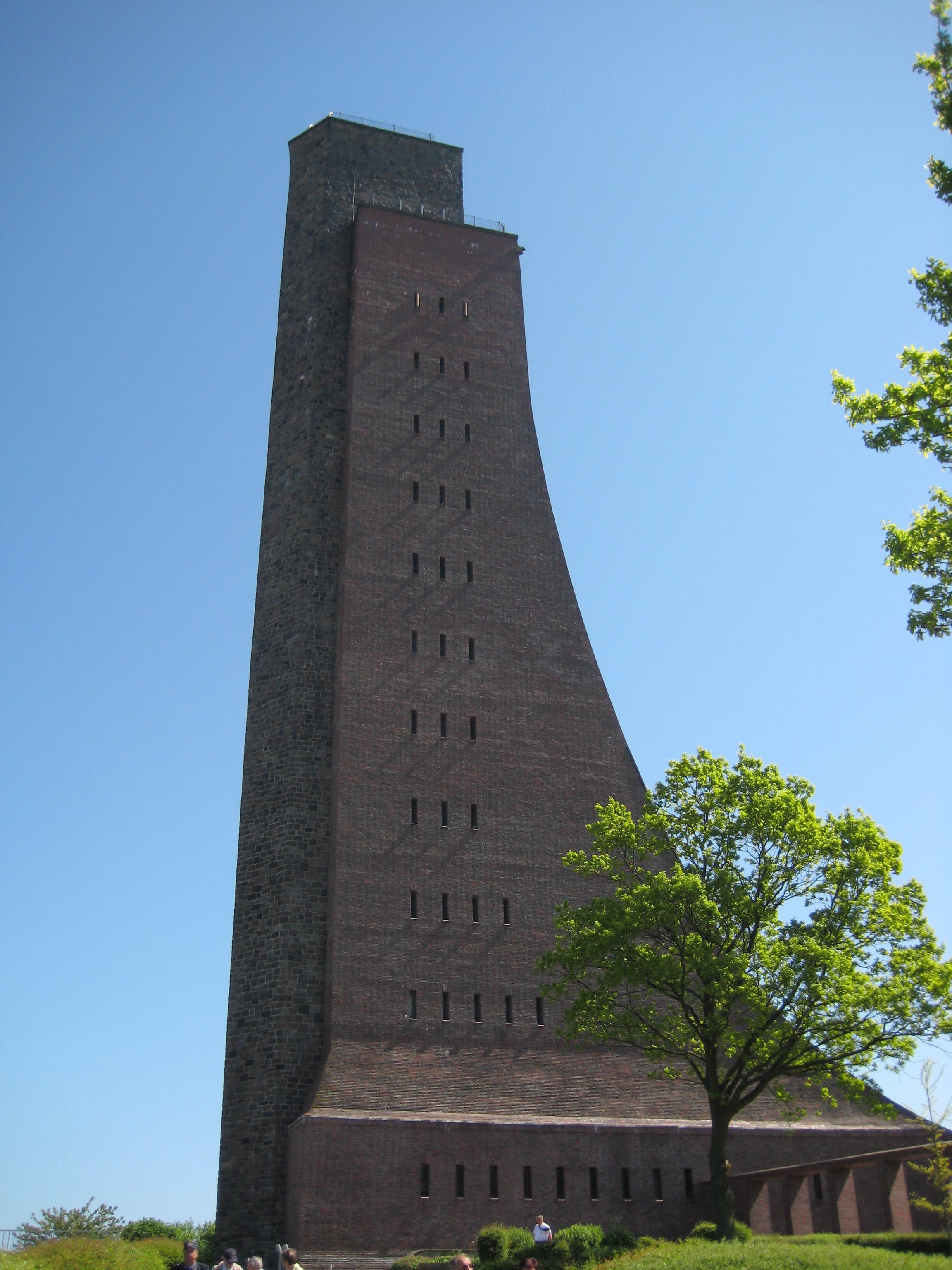
Das Marineehrenmal
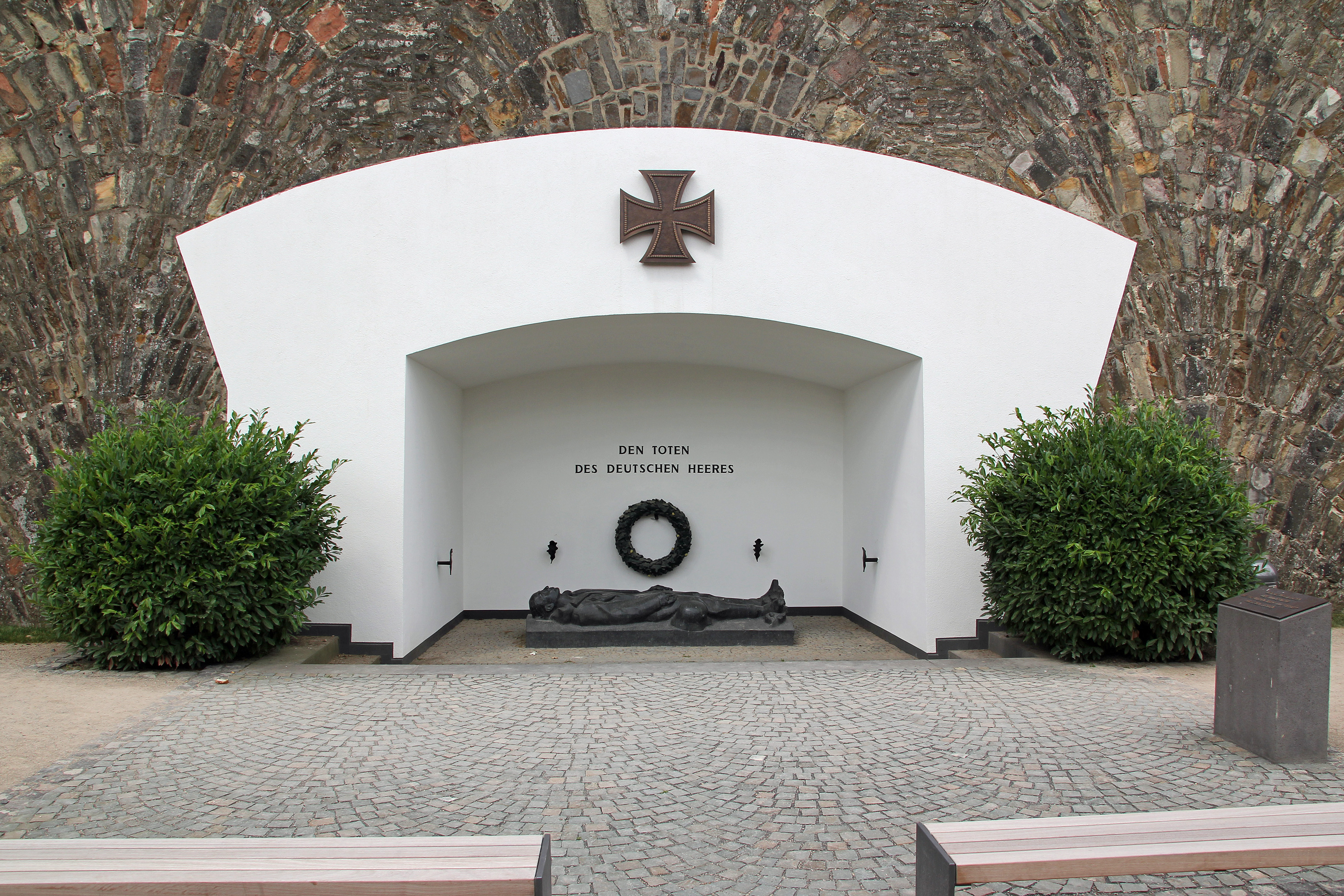
Das Ehrenmal des Deutschen Heeres
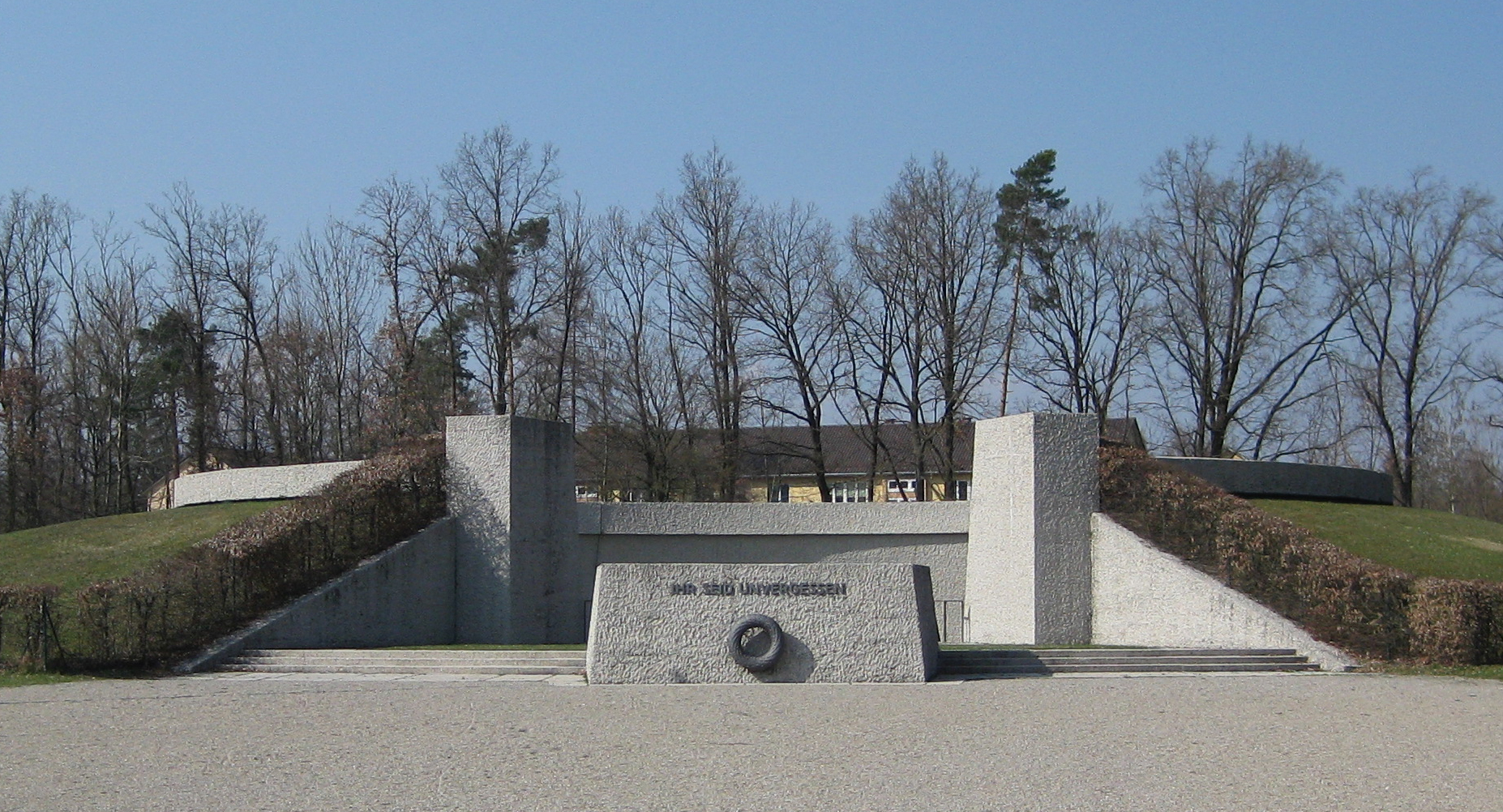
Das Ehrenmal der Luftwaffe

## Wald der Erinnerung

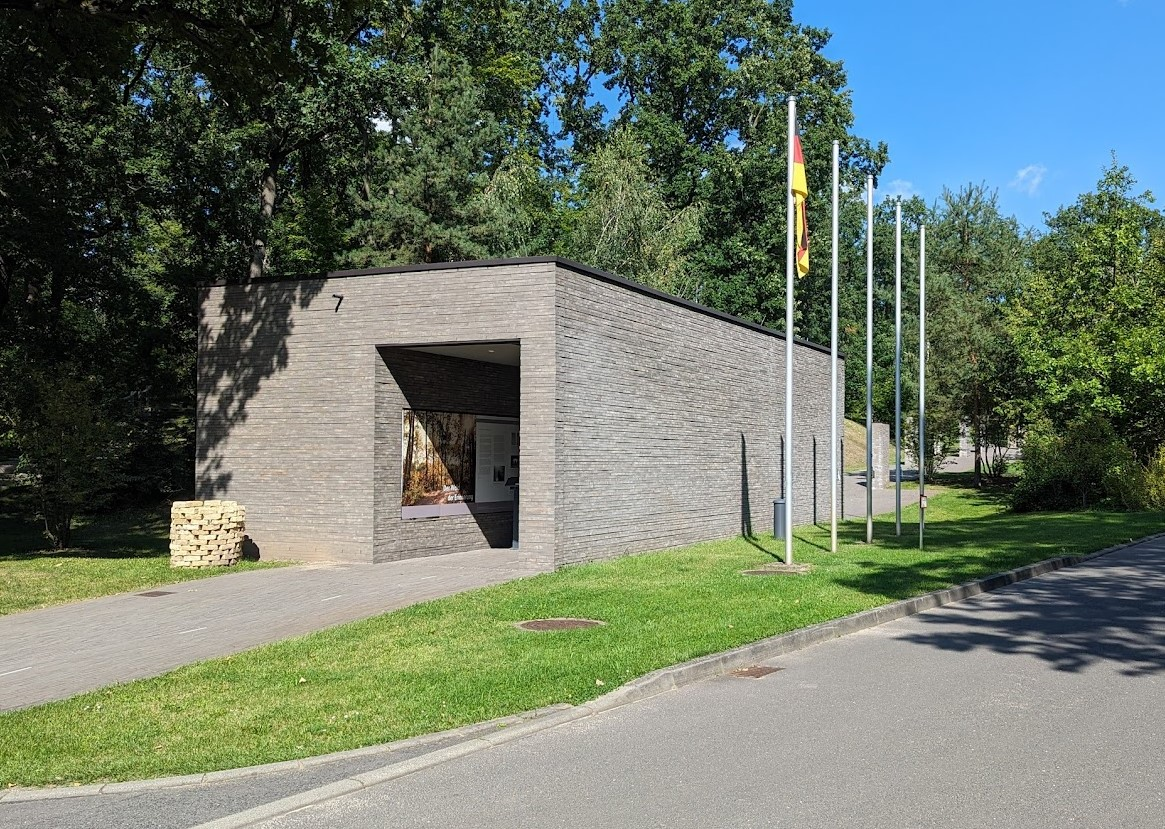
Wald der Erinnerung

In der Henning-von-Tresckow-Kaserne in Schwielowsee wurde am 15. November 2014 im Waldgebiet der Liegenschaft der Wald der Erinnerung eingeweiht als Wiedererrichtung verschiedener provisorischer Ehrenhaine aus Einsatzländern, insbesondere Afghanistan, und als Ort der privaten Erinnerung Hinterbliebener. Der Wald der Erinnerung bietet eine Alternative zu formellen Ehrenmälern und staatlichem Erinnern. Hier soll es für die Angehörigen zum einen eine Möglichkeit geben, auf eigenen Wunsch Bäume zu pflanzen, oder zum anderen vorhandene Bäume in geeigneter Art und Weise zu kennzeichnen.
Für die Errichtung der Erinnerungsstätte wurden Kernelemente von Ehrenhainen aus Einsatzländern nach Schwielowsee überführt und die Gesamtanlagen möglichst in Originalumfang, anderenfalls verkleinert aber maßstabsgetreu, rekonstruiert, um einen möglichst hohen Wiedererkennungswert zu erzielen. Vor dem Transport nach Deutschland wurden die Ehrenhaine im Detail erfasst, Stück für Stück und Stein für Stein zurückgebaut, nummeriert und dokumentiert. Die Ziegel für die landestypischen Ziegelsteinmauern wurden beim Originalhersteller in Afghanistan neu gebrannt. Die tonnenschweren Findlinge oder Obelisken wurden in Transportkisten verpackt und befördert. Vor dem Wiederaufbau erfolgte für die wesentlichen Elemente eine fachgerechte Aufarbeitung mit entsprechendem Witterungsschutz.
Die Anlage besteht aus den Ehrenhainen OP-North, Feyzabad, Kabul, Kundus, Sarajewo und Prizren. Zuletzt eröffnet wurde im November 2022 der Ehrenhain Masar-e Scharif.

### Kritik
Der ehemalige Wehrbeauftragte des Bundestags, Reinhold Robbe (SPD), bezeichnete den Standort der Gedenkstätte als „beschämend“. Am abgelegenen Schwielowsee stehe der Wald der Erinnerung für eine „verfehlte Gedenkkultur in Deutschland“. Statt im Zentrum Berlins einen exponierten Platz zu schaffen, würden die Gefallenen der Bundeswehr „versteckt“. Dies sei ein „Schlag ins Gesicht für die Angehörigen“, so Robbe.

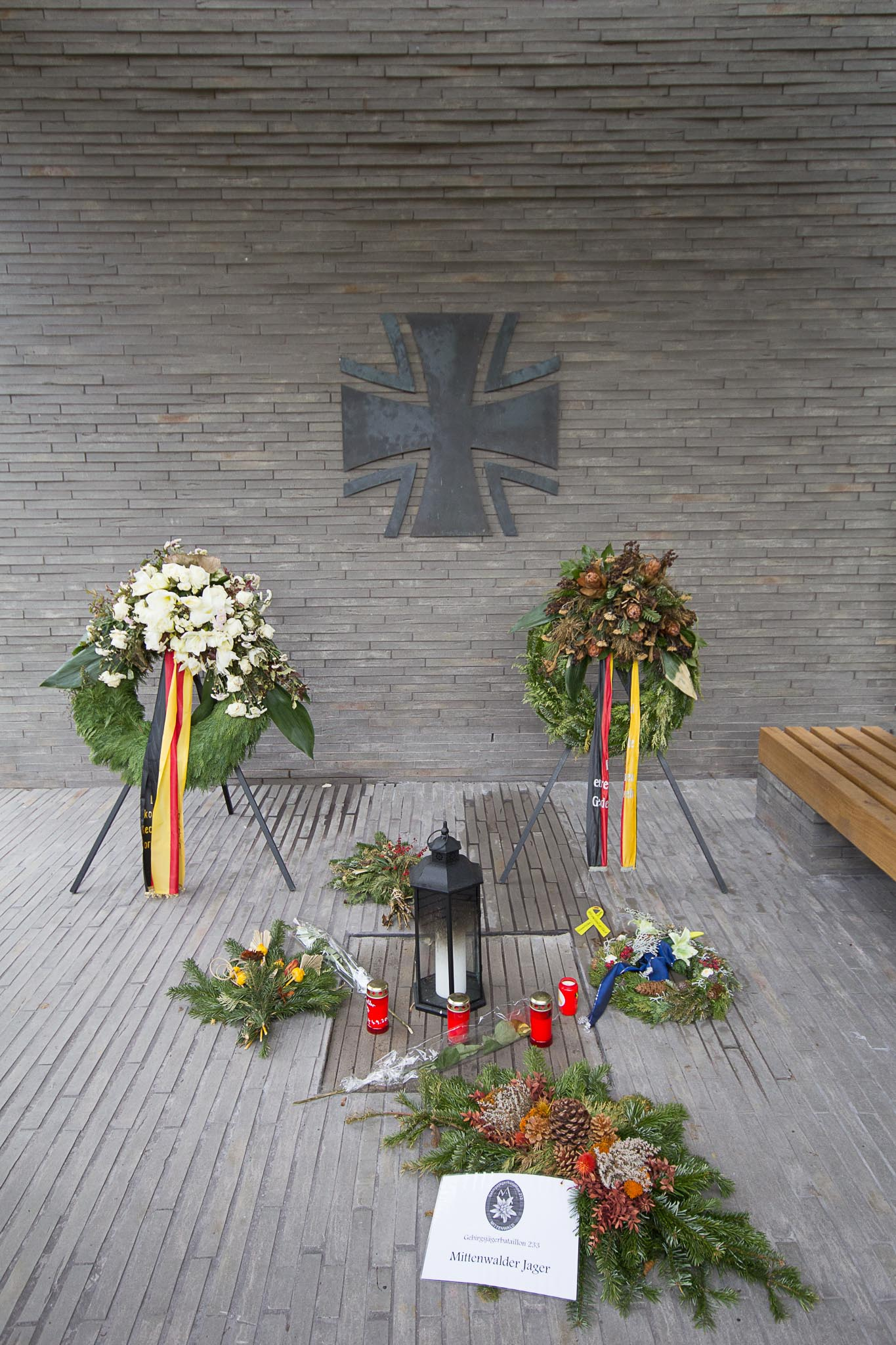
Ort der Stille im Wald der Erinnerung
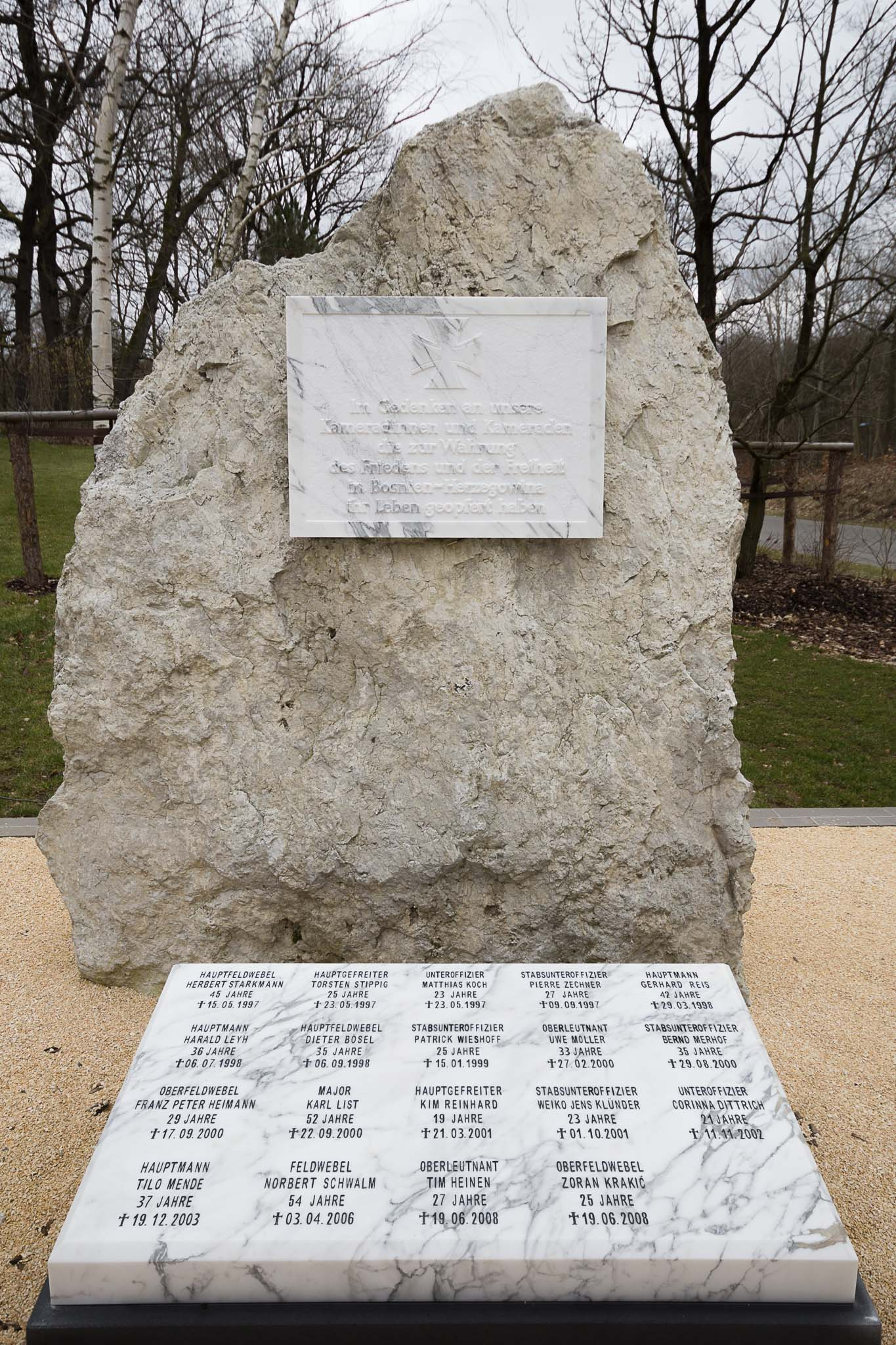
Wiedererrichteter Gedenkstein Sarajevo im Wald der Erinnerung
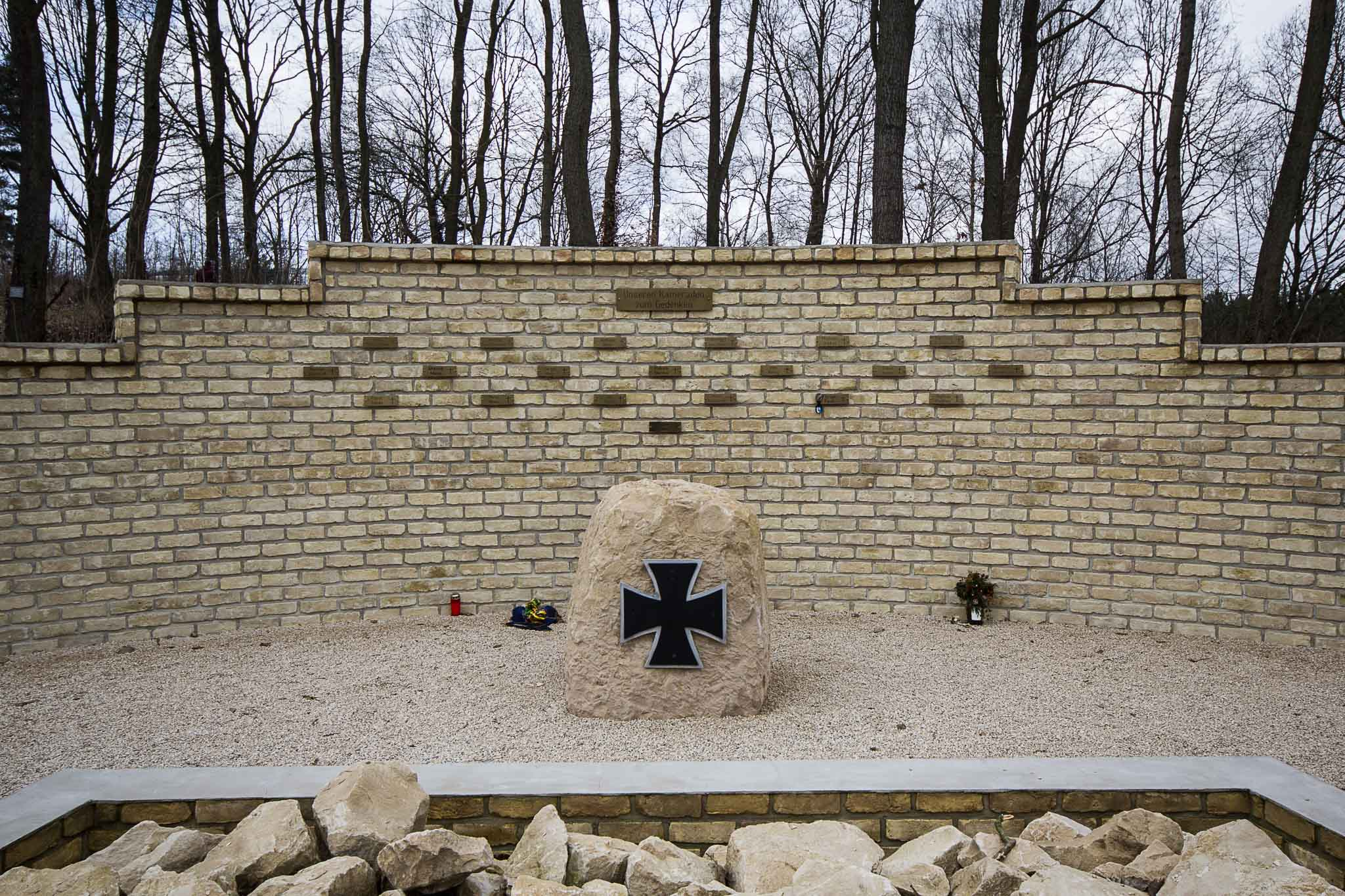
Wiedererrichteter Ehrenhain Kundus im Wald der Erinnerung
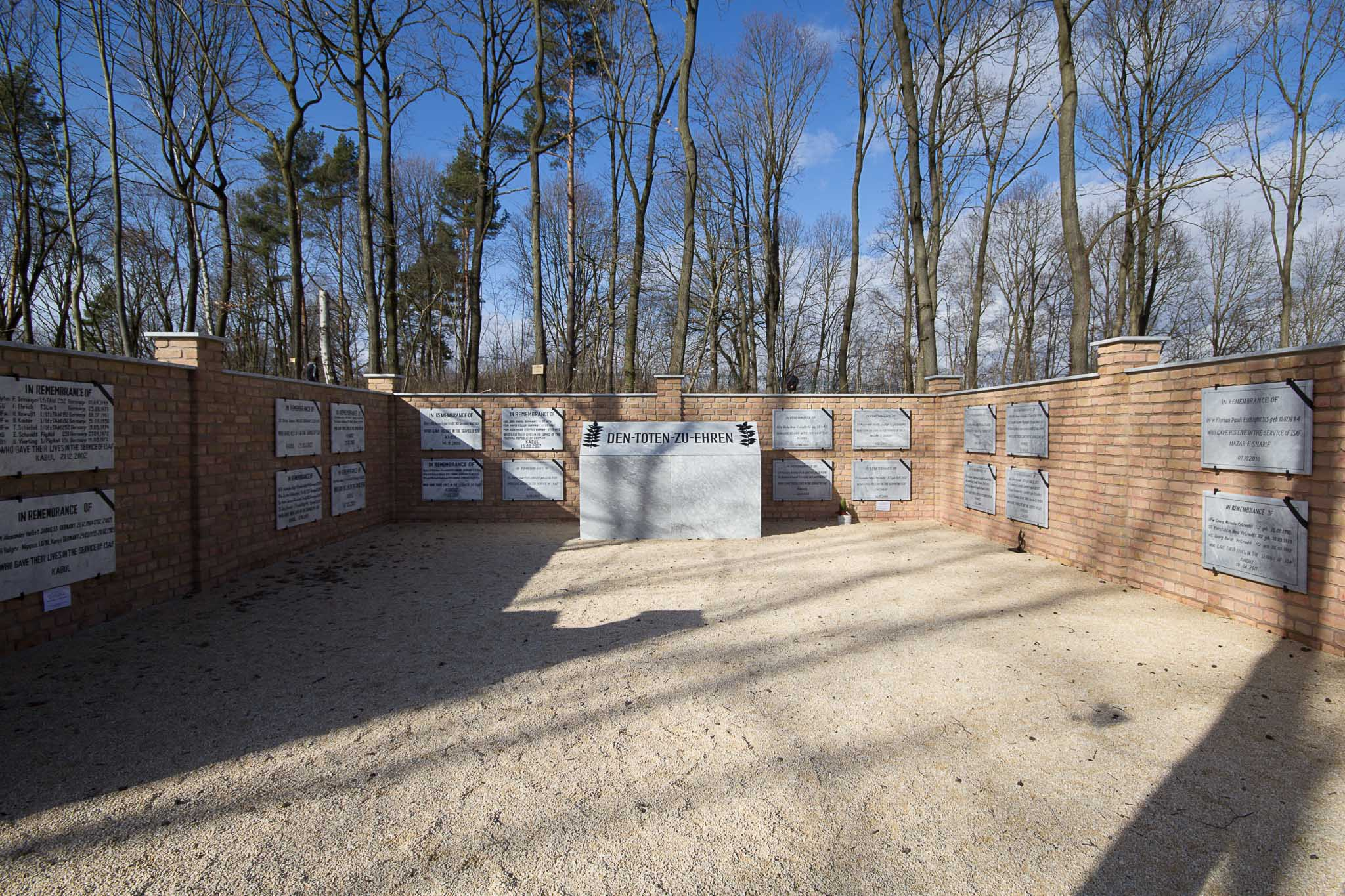
Wiedererrichteter Ehrenhain Kabul im Wald der Erinnerung
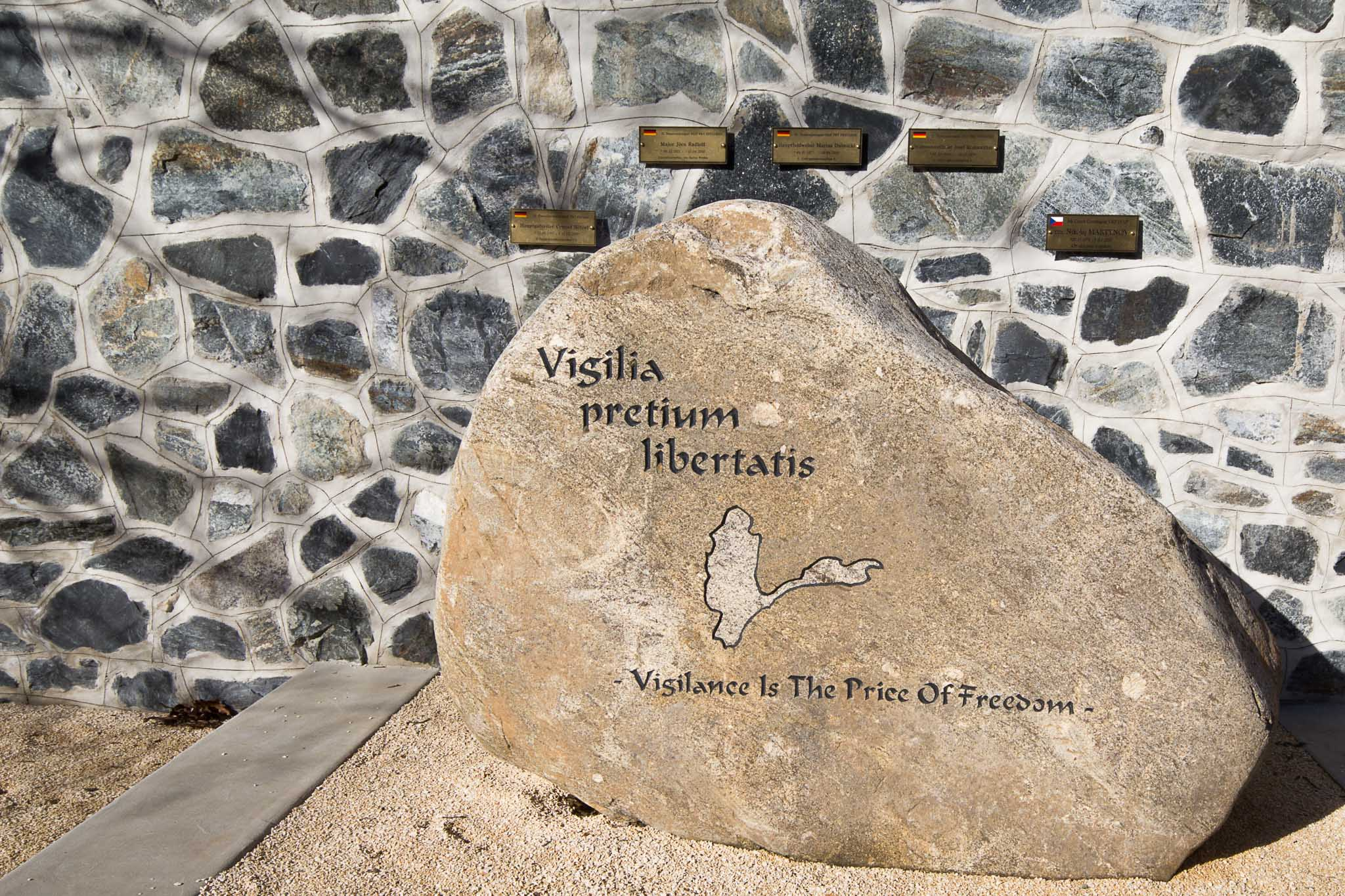
Wiedererrichteter Ehrenhain Feyzabad im Wald der Erinnerung
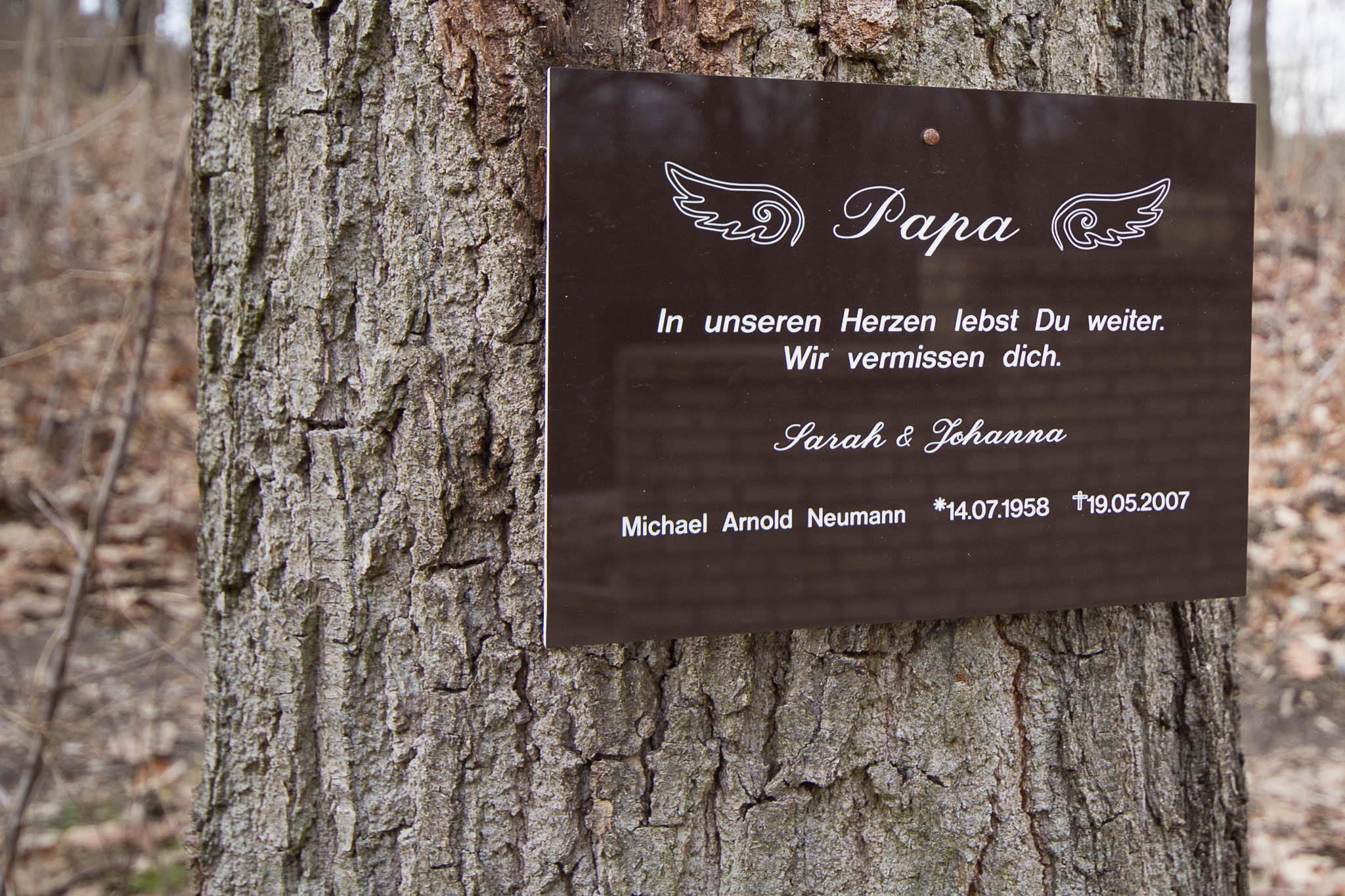
Gedenktafel an einem Baum im Wald der Erinnerung
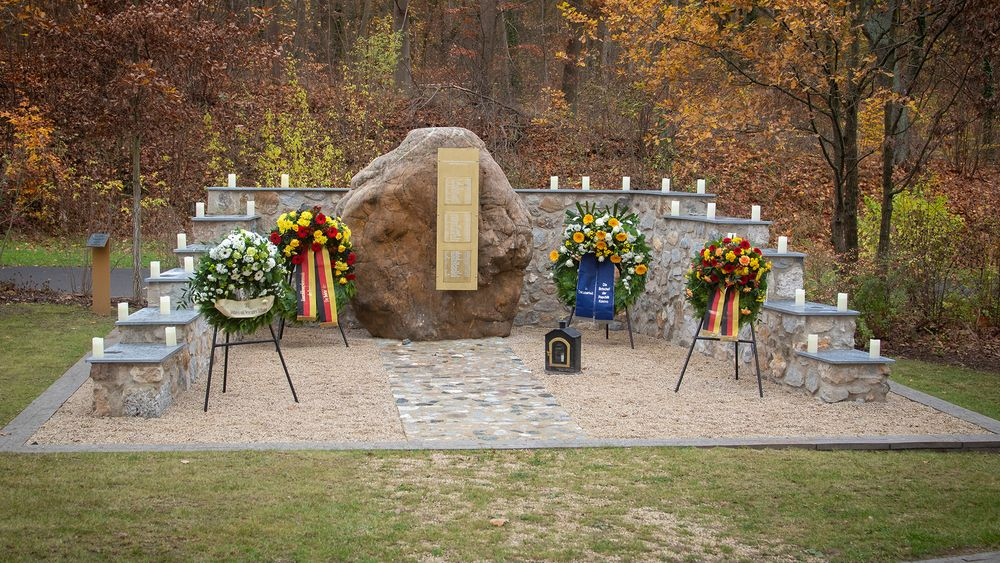
Wiedererrichteter Ehrenhain Prizren im Wald der Erinnerung
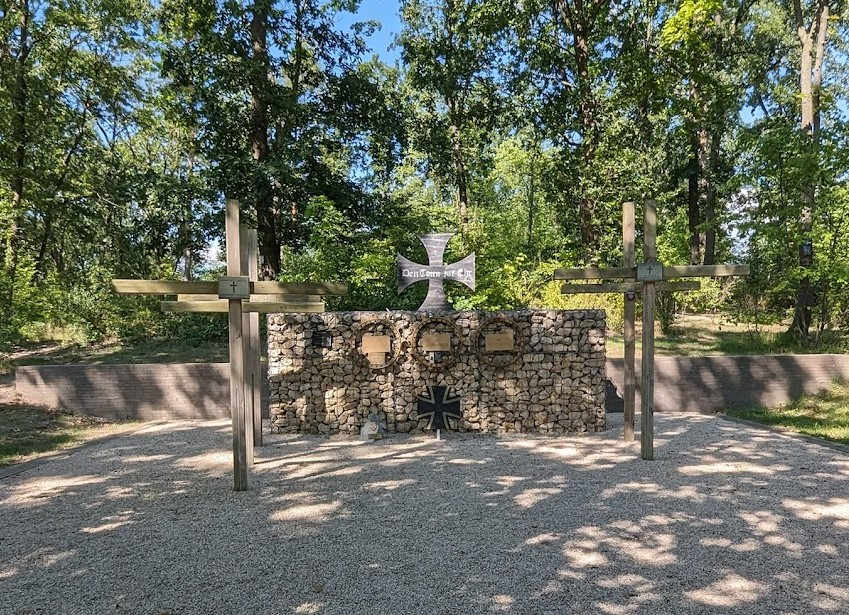
Wiedererrichteter Ehrenhain OP-North im Wald der Erinnerung

## Denkmäler in den Einsatzländern

### Bosnien
Im deutschen Feldlager Rajlovac in Bosnien-Herzegowina stand auf dem „Europaplatz“ genannten Appellplatz ein Denkmal mit einer Tafel mit den Namen der hier Gefallenen. Zu besonderen Anlässen und zum Volkstrauertag wurde hier der Getöteten gedacht. Es wurde nach der Räumung des Lagers in den Garten der deutschen Botschaft Sarajevo verlegt.

### Kosovo
Im deutschen Feldlager Prizren im Süden des Kosovo befand sich ein Gedenkstein an der Straße zwischen den beiden größeren Stabsgebäuden. Auf der Tafel sind neben Bundeswehrangehörigen auch die Kameraden aus den anderen Truppenstellernationen aufgeführt, welche während ihres Dienstes im Kosovo ums Leben gekommen sind. Bisher (Stand: Januar 2019) ist im Kosovo kein Bundeswehrangehöriger durch einen Anschlag ums Leben gekommen. Die häufigsten Todesursache sind Unfälle. Zu besonderen Anlässen und zum Volkstrauertag wurde hier der Getöteten gedacht.

### Afghanistan

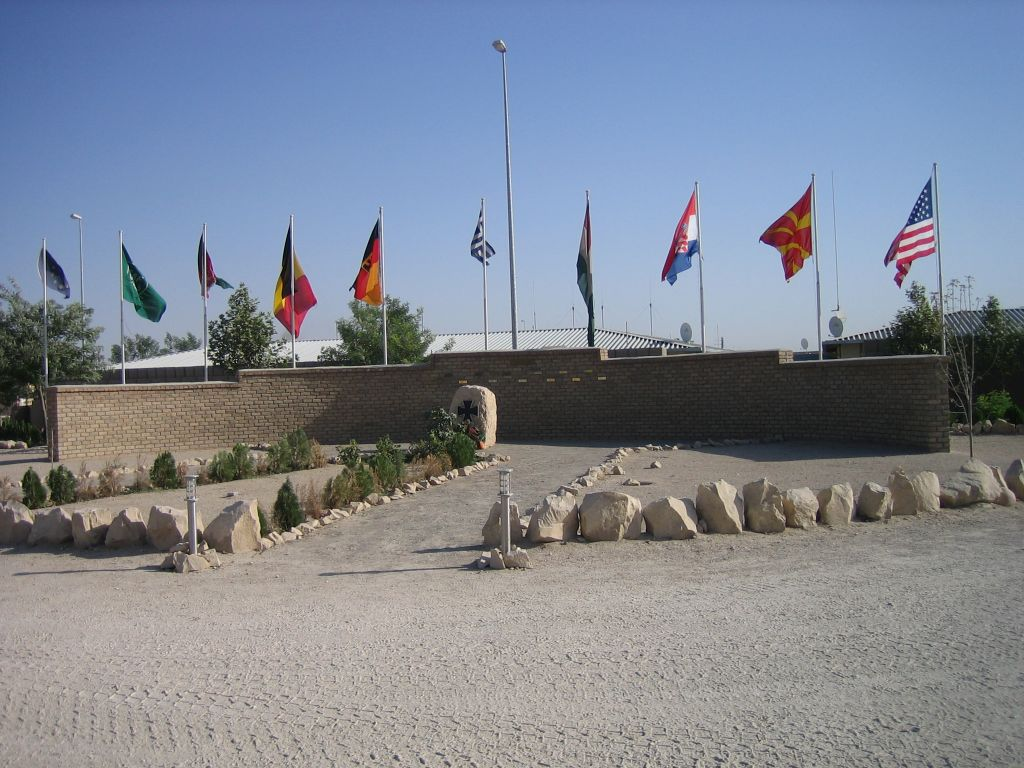
Ehrenhain im deutschen Feldlager Kundus Afghanistan 2009

In Kabul gab es zwei Gedenksteine, einen im Feldlager Camp Warehouse vor dem Stabsgebäude, der 2013 abgebaut wurde, und einen am Flughafen Kabul, ein Geschenk der Stadt Berlin an die deutschen Soldaten. Dieser wurde am 3. September 2003 in einer feierlichen Zeremonie am Kabul International Airport enthüllt. Die Enthüllung fand in Anwesenheit von ISAF-Soldaten unter ihrem Befehlshaber Oberst Uwe Ahrens und dem deutschen Botschafter in Kabul, Rainer Eberle, statt. Gestiftet wurde der Berliner Bär (rötlicher Sandstein aus einem bayerischen Steinbruch) von der Steinmetz- und Bildhauer-Innung Berlin auf Bitten der Senatskanzlei des Landes Berlin. Ausgeführt wurden die Bildhauerarbeiten durch Auszubildende.
Ein weiterer Gedenkstein stand im Feldlager Feyzab in der Provinz Badakhshan, in der sich ebenfalls ein deutsches PRT befand.
Der Ehrenhain im deutschen Feldlager Kundus wurde im Oktober 2013 kurz vor der Übergabe des Feldlagers an die afghanische Armee abgebaut, nach Deutschland überführt und im Wald der Erinnerung in verkleinerter Form zusammen mit anderen während der Auslandseinsätze der Bundeswehr entstandenen Ehrenhainen rekonstruiert. Er hat jetzt eine Fläche von ca. 10 × 10 Meter und ist für jedermann zugänglich.

### Mali
In Feldlager Camp Castor in Gao wurde am 12. November 2017 eine Gedenktafel für die am 26. Juli 2017 bei dem Absturz eines Kampfhubschraubers Tiger verstorbenen Piloten Stabshauptmann Thomas Müller und Major Jan Färber eingeweiht. Sie steht Seite an Seite mit einem Denkmal der niederländischen Kameraden: die Piloten Hauptmann Réne Zeetsen und Oberleutnant Ernst Mollinger waren im März 2015 mit einem Apache-Hubschrauber in Mali abgestürzt.
Die Gedenktafel hat den Umriss des Landes Mali, die Städte Bamako, Timbuktu, Gao, Kidal und Taoudenni sind mit runden Bohrungen, die Absturzstelle mit einem vierzackigen Stern markiert. Der Verlauf des Flusses Niger ist mit einer Schweißnaht dargestellt. Aus der Mitte der Tafel ragt ein Teil des Heckrotorblatts der verunglückten Maschine heraus. Dort sind die genauen Koordinaten des Absturzortes, das Rufzeichen der Maschine „GISMO 01“ sowie das Motto „Brothers in Arms“ eingefräst. Darunter sind auf zwei fünfzackigen Sternen die Namenskürzel „MLR“ für Stabshauptmann Müller und „FAR“ für Major Färber aufgesetzt.
Nach dem Ende des Einsatzes der Tiger in Gao soll die Gedenktafel einen dauerhaften Platz in der Heimat des Kampfhubschrauberregimentes 36 in Fritzlar finden.